# Решетівка (Курська область)
Решетівка (рос. Решетовка) — селище в Горшеченському районі Курської області Російської Федерації.
Населення становить 22 особи. Входить до складу муніципального утворення Сосновська сільрада.

## Історія
Населений пункт розташований на території українського етнічного та культурного краю Східна Слобожанщина.
Від 2004 року входить до складу муніципального утворення Сосновська сільрада.

## Населення
| 2002 | 2010 |
| ---- | ---- |
| 61   | ↘22  |